# Réunion élégante dans le jardin Occidental

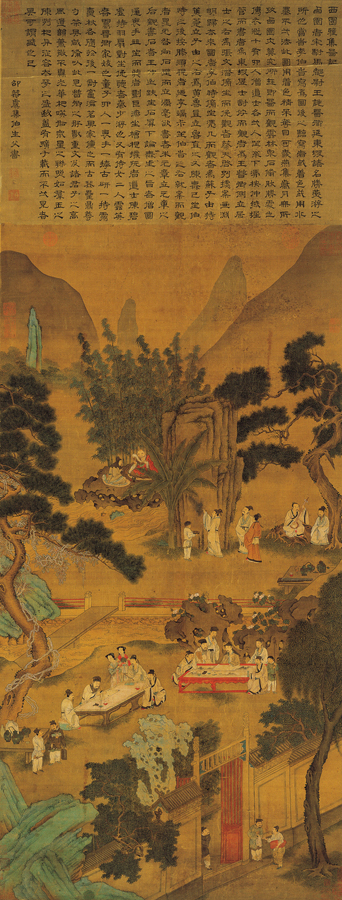
Réunion élégante dans le jardin Occidental, peinture attribuée à Zhao Mengfu (1254-1322), mais datant plutôt de la dynastie Ming. Musée national du Palais, Taïwan.

La Réunion élégante dans le jardin Occidental (chinois simplifié : 西园雅集 ; chinois traditionnel : 西園雅集 ; pinyin : xīyuán yǎjí) est une rencontre de seize lettrés, sans doute imaginaire, ayant eu lieu en 1087 dans un jardin de la capitale de la dynastie Song, Kaifeng, en Chine. Elle est devenue dès le xie siècle un thème récurrent de la peinture chinoise, puis, coréenne et japonaise.

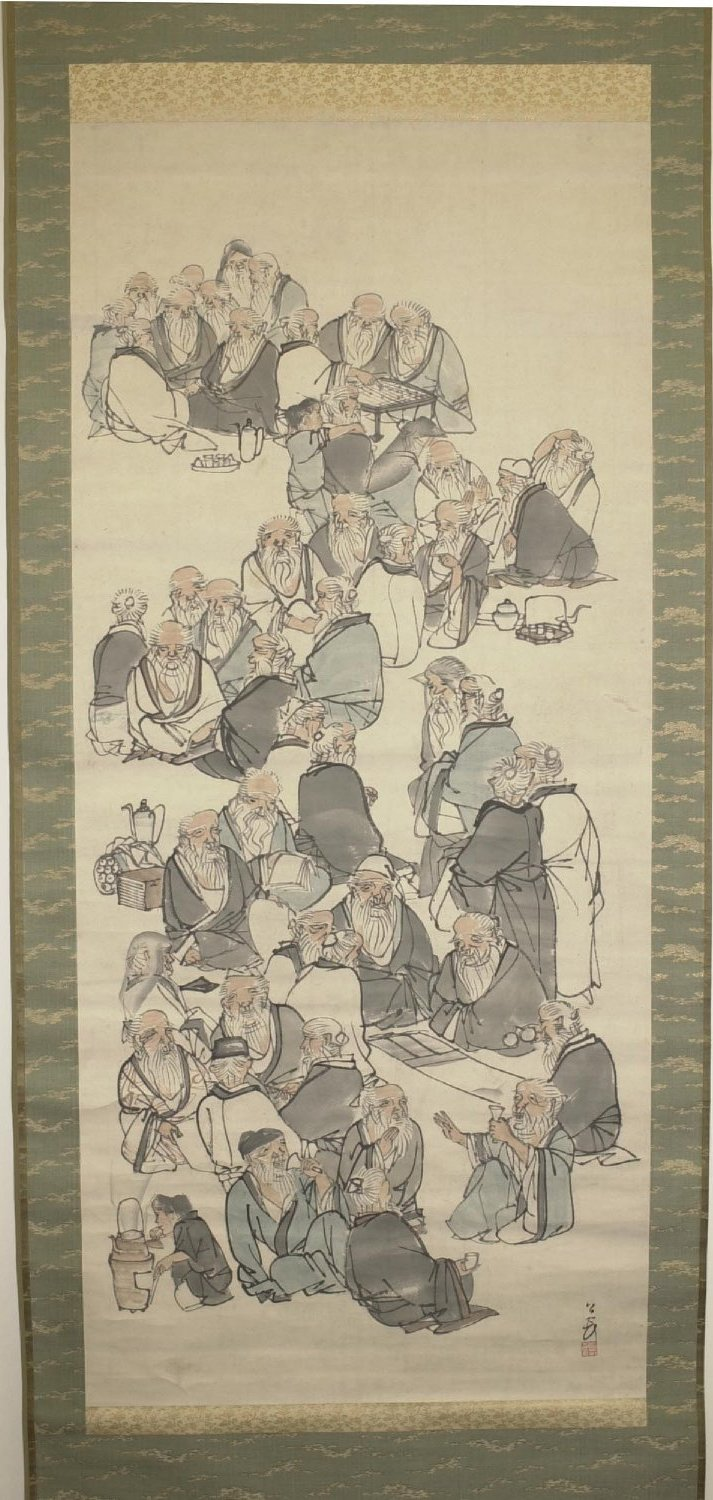
Seien gashu no zu (Rencontre élégante dans le jardin Occidental), par le peintre japonais. British Museum

La « Réunion élégante dans le jardin Occidental » est censé avoir eu lieu en 1087 à Kaifeng, sous la dynastie Song. Le jardin Occidental est un jardin appartenant à Wang Shen, peintre et gendre de l'empereur Yingzong. Li Gonglin, peintre, est supposé avoir lui-même immortalisé cette réunion dans une peinture, tandis que le récit en a été fait dans un texte (西園雅集图记, xīyuán yǎjí tújì) tardivement attribué à Mi Fu.
Incarnant les plus hautes valeurs de l'idéal lettré, au travers de personnages d'obédiences diverses (confucéenne, taoïste, bouddhiste), la rencontre est vite devenue un thème courant de la peinture chinoise. Elle a aussi été populaire dans la peinture coréenne durant la période Joseon.

## Liste des participants
D'après le texte attribué à Mi Fu, les seize participants (peintres, calligraphes, poètes...) à la réunion élégante dans le jardin Occidental sont Wang Shen, Cai Zhao, Li Zhiyi (zh), Su Shi, Su Che, Huang Tingjian, Chao Buzhi (zh), Zhang Lei (zh), Zheng Jinglao, Li Gonglin, Qin Guan, Chen Jingyuan (de), Wang Qinchen, Mi Fu, Yuantong et Liu Jing.
Yang Shiqi (zh) pour sa part substitue Chen Shidao à Zheng Jinglao. Trois rouleaux horizontaux présentent d'autres variantes dans la liste des noms des participants à cette réunion. Quant à Yuantong, moine bouddhiste, les différentes variantes sur son nom font qu'il est mal identifié.

## Réalité de la réunion
Outre les incertitudes sur la liste exacte des participants, il est douteux que tous aient pu être présents dans la capitale Kaifeng en 1087. L'année même de la rencontre n'est donnée que par une source tardive. En fait aucune source entre le xie siècle et le milieu du xive siècle ne fait état de l'existence de cette réunion. Aussi n'a-t-elle sans doute jamais eu lieu.
La plupart des participants font partie des plus illustres personnalités de leur époque, sous la dynastie Song, dans les domaines de la prose, de la poésie, de la peinture ou de la calligraphie. Appartenant au clan conservateur opposé à la politique de Wang Anshi, ils ont en outre souvent mis leur carrière en danger. Il est possible que la tradition relative à cette « réunion élégante dans le jardin Occidental » soit née sous la dynastie des Song du Sud (après 1127), alors que le parti conservateur est réhabilité, et que la capitale du Nord, Kaifeng, est définitivement perdue, au profit de la seconde seconde Dynastie Jin (1115-1234), puis des Mongols de la future dynastie Yuan...

## Interprétations picturales
Quatre-vingt huit peintures ont représenté le thème de la réunion élégante dans le jardin Occidental : quarante-sept connues seulement par des descriptions écrites et quarante-et-une encore existantes.
Parmi les peintres ayant interprété ce thème, on peut citer :
- Li Gonglin (李公麟, 1049 — 1106, Chine, Dynastie Song)[réf. nécessaire];
- Ma Yuan (马远/馬遠, 1160 — 1225, Chine, Dynastie Song)[6] ;
- Li Shida (李士达, 1550 — 1620, Chine, Dynastie Ming) ;
- You Qiu, 1571, (尤求, Chine, Dynastie Ming) ;
- Ueda Kocho (ja) (上田公長, 1788 — 1850, Japon, Époque d'Edo) ;
- Wang Pu, 1682 (王？, Chine, Dynastie Qing) ;
- Hagura Katei, 1882 (Japon, Époque Meiji) ;
- Chen Shaomei (zh) (陈少梅, 1909 — 1954, République de Chine et République populaire de Chine).

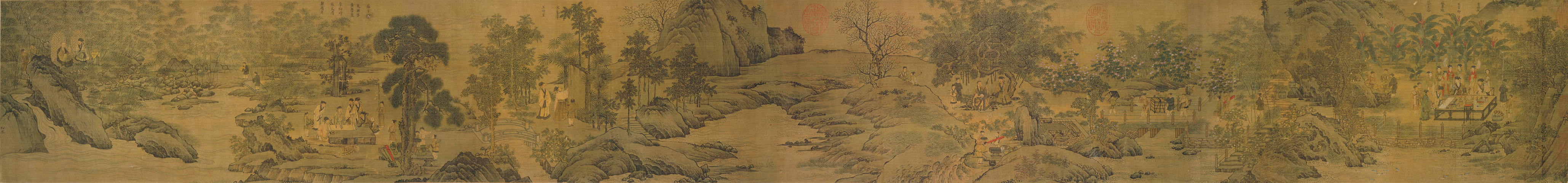
Réunion de lettrés dans le jardin Occidental. Peinture attribuée à Liu Songnian (dynastie Song) mais datant de la dynastie Ming. Musée national du Palais, Taïwan